# Pedro Lastra
Pedro Lastra Salazar (Quillota, 3 de marzo de 1932) es un poeta, ensayista y crítico literario chileno.

## Biografía
Aunque nació en Quillota, se crio en Chillán, donde sus padres se lo llevaron a los pocos meses. Residió en una quinta del sector de Chillán Viejo, vinculándose a las faenas agrícolas. Estudió en la Escuela Normal Juan Madrid Azolas de Chillán, donde se tituló de profesor. Allí aprendió a tocar el violín, que abandonó por considerarse "un ejecutante mediocre". Sobre su relación con la música, diría más tarde: "Yo quería ser músico y siento una gran admiración por los músicos: ahí no hay posibilidad de impostura, se descubre en seguida. Tengo muchos amigos músicos. Me interesa su mundo: la noción de armonía y la tonalidad rítmica me han guiado al titular esos libros". Allí, de niño, vio derrumbarse la casa familiar durante el terremoto de 1939.
Más tarde terminó pedagogía en Castellano en el Instituto Pedagógico de la Universidad de Chile.
Ha hecho crítica literaria en el diario La Discusión, de Chillán. Ha sido docente e investigador de literatura chilena; asesor literario de la Editorial Universitaria (1966-1973); director de la colección Letras de América; y profesor de Literatura Hispanoamericana en la Universidad de Nueva York, Stony Brook. Allí enseñó durante más de veinte años. Además, es profesor honorario de la de San Marcos (Lima) y Mayor de San Andrés (La Paz).
Lastra había llegado a Estados Unidos en 1972 —donde antes de Stony Brook enseñó en Búfalo y San Luis (Misuri)—  y se decidió a regresar a Chile sólo después de que la Universidad Católica lo nombrara director de la revista Anales de Literatura Chilena en 2009.
Entre sus estudios sobre la literatura chilena e hispanoamericana figuran El cuento hispanoamericano del siglo XIX, Conversaciones con Enrique Lihn, y Relecturas hispanoamericanas, mientras que en poesía están Traslado a la mañana', Y éramos inmortales y Noticias del extranjero, además de antologías poéticas como Cuaderno de la doble vida y Algunas noticias del extranjero.
En 2010, la Editorial Pre-Textos publicó en España una antología de su obra, preparada por su esposa Irene Mardones y su exalumno, el escritor y académico Miguel Gomes, que incluye también algunos poemas inéditos.
Sus poesía está traducida a algunos idiomas, particularmente al inglés, y al griego por Rigas Kappatos.

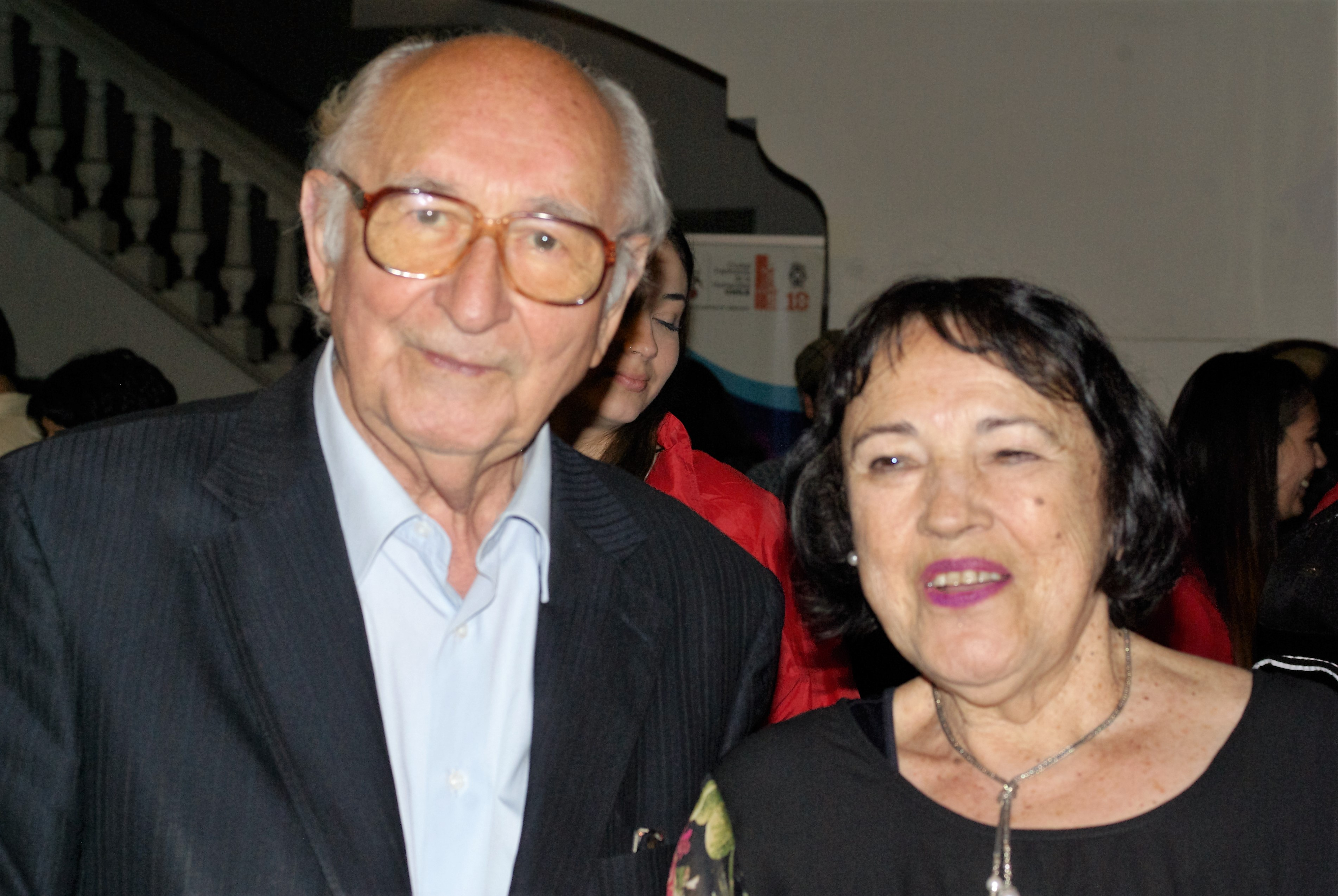
Lastra con su esposa en el festival cultural Puerto de ideas 2016

Gran lector y poeta que ha mantenido correspondencia con muchos escritores —entre los que se puede citar, entre muchos otros, a Gabriel García Márquez, Lezama Lima, Octavio Paz, Mario Vargas Llosa—, Lastra ha donado a la Universidad Católica 135 libros de primeras ediciones autografiadas por, entre otros, José María Arguedas, Alejo Carpentier o Ernesto Sabato, autores todos a los que publicó en los tiempos en que dirigía la colección Letras de América de la Editorial Universitaria.
Casi mil cartas de diversos escritores se encuentran ahora en los archivos de la Universidad de Iowa —por ejemplo, de Óscar Hahn o Gonzalo Rojas—  mientras la mayoría de las cartas chilenas la ha donado a la Biblioteca Nacional de Chile. Las de José María Arguedas se las regaló a la Biblioteca Nacional de Lima. El año 2012, la editorial chilena Das Kapital publicó el libro Querido Pedro: Cartas de Enrique Lihn a Pedro Lastra (1967-1988). Esta selección realizada por el poeta y editor Camilo Brodsky, reúne más de cincuenta misivas entre el crítico y su amigo, el poeta Enrique Lihn.
En 2011 ingresó como miembro de número en la Academia Chilena de la Lengua (era miembro correspondiente desde 1987).
Lihn dedicó a la poesía de Lastra los siguientes versos, titulados Postdata:
"Para decirlo todo en dos palabras
sobre tu poesía: Pedro Lastra:
digo que ya eres parte de ella misma.
Y globalmente, salvo error o excepción
parte de ti que escribes contigo mismo como
si fueras el papel frente a la pluma
o viceversa, la vacilación
propia del acto de escribir. La escribes
cuando pones, te pones en un verso y te dices
'menos feroz y astuto cada noche'
en relación con una historia de amor.
Rehusas, pues, el cálculo de la palabra justa
(propio de los plumíferos o no, pero sagrados)
por otra precisión: la de los gestos
que describen a un tipo sin palabras
cuando opinadamente se distrae
hasta ser el que es a la hora precisa
en el lugar preciso, cuando por
necesidad de la escritura aquí
y ahora son los signos de la ausencia.
Dejemos el espíritu de lado:
el reverso -digamos- de la letra
oscuro como el bosque y la memoria."

## Obras
- La sangre en alto, 1954
- Traslado a la mañana, poesía, 1959
- Y éramos inmortales, poesía, 1960
- La tragedia como fundamento estructural de "La Hojarasca", 1967. https://doi.org/10.30920/letras.39.78-79.08
- Muestra de la poesía hispanoamericana actual, ensayo, crítica y antología, 1973
- Antología del cuento chileno, Grecia, 1974
- Noticias del extranjero, poesía, México 1979 (reedición mexicana 1982; Santiago 1992 y 1998)
- Conversaciones con Enrique Lihn, 1980 (reeditado por Editorial Universitaria en 2009 con un poema inédito de Lihn[14])
- Antología crítica de Julio Cortázar, 1981
- Cuadernos de doble vida, 1984
- Relecturas hispanoamericanas, ensayo, 1987
- Asedios a Oscar Hahn, 1990
- Leído y anotado, ensayo, 1998
- Invitación a la lectura, ensayo, 2001
- Canción del pasajero, poesía, Sevilla, 2001
- Datos personales (selección y entrevista de Francisco José Cruz), poesía, col. Palimpsesto, Carmona (Sevilla), 2005
- Obras selectas, Santiago: Editorial Andrés Bello, 2008
- Diálogos del porvenir, con prólogo de Óscar Hahn, editorial Pfeiffer, Colección 33, 2010; antología de 32 poemas más uno inédito[15]
- Baladas de la memoria, Editorial Pre-Textos, 2010, antología que incluye también ocho poemas inéditos
- Al fin del día (1958-2013), poesía completa, con prólogo de Francisco José Cruz (Biblioteca Sibila-Fundación BBVA, Sevilla, 2013)
- El transcurrir del sueño, antología poética, con pinturas de Miguel Betancourt (Editorial del Trauco, Quito, 2016)
- Una vida entre libros: Letras de América, ensayo (Fondo de Cultura Económica, Ciudad de México, 2016)
- Poesía completa, con ilustraciones de Mario Toral (Editorial UV de la Universidad de Valparaíso, 2016)

Trabajo editorial
- 1996: Preparación de la reedición de Defensa del ídolo (1932), de Omar Cáceres

## Premios y reconocimientos
- 1998 - Hijo Ilustre de Chillán Viejo, Municipalidad de Chillán Viejo, Chile[8]
- 2015 - Premio Internacional de Ensayo Pedro Henríquez Ureña, México[16][17]